# 4815-ös mellékút (Magyarország)
A 4815-ös mellékút egy majdnem pontosan 10 kilométeres hosszúságú, négy számjegyű mellékút Hajdú-Bihar vármegye területén; Gáborjántól húzódik Váncsodon át Mezőpeterdig.

## Nyomvonala
Gáborján község belterületének északi szélén indul, a 4812-es útból kiágazva, annak a 10+350-es kilométerszelvénye közelében, dél-délkelet felé, Fő utca néven. Nagyjából másfél kilométeren húzódik a település belterületén, majd ott délnyugatnak fordul, és a falu utolsó házait elhagyva keresztezi a Berettyó folyását. 2,5 kilométer megtételét követően felüljárón, csomóponttal keresztezi az M4-es autóutat, majd egy kissé nyugatabbi irányt vesz.
4,5 kilométer után átszeli a következő település, Váncsod határát, majd szinte azonnal be is lép e község lakott területére, a Kossuth Lajos utca nevet felvéve. Bő két kilométeren át kanyarog a falu házai között, de még a hetedik kilométere előtt újra külterületre ér.
9 kilométer után átlép Mezőpeterd határai közé, keresztezi a Püspökladány–Biharkeresztes-vasútvonalat, Mezőpeterd vasútállomás térségének keleti széle mellett, majd kiágazik belőle a 48 317-es számú mellékút az állomás kiszolgálására. 9,8 kilométer után, a Vasút utca nevet felvéve éri el Mezőpeterd lakott területét, és kevéssel ezután véget is ér, beletorkollva a 42-es főútba, annak a 48+550-es kilométerszelvényénél.
Teljes hossza, az országos közutak térképes nyilvántartását szolgáló kira.kozut.hu adatbázisa szerint 10,037 kilométer.

## Története
A Kartográfiai Vállalat 1990-ben megjelentetett Magyarország autóatlasza a Váncsod-Mezőpeterd közti szakaszát kiépített, pormentes útként szerepelteti, fennmaradó részét ellenben csak földútként jelöli.
1992 szeptemberében adták át a Váncsod és Gáborján közötti földút helyett épített szilárd burkolatú utat. Az új szakasz hossza 3040 méter, költsége 29,5 millió forint volt.

## Települések az út mentén
- Gáborján
- Váncsod
- Mezőpeterd